# NRW-Takt
Der NRW-Takt stellt das Angebot im Schienenpersonennahverkehr (SPNV) in Nordrhein-Westfalen dar. Die Grundlage bildet ein integraler Taktfahrplan (ITF), der von der Firma SMA und Partner, Zürich, im Auftrag des Landes Nordrhein-Westfalen und in Abstimmung mit den Zweckverbänden, den Aufgabenträgern für den SPNV, entwickelt wurde.

## Wettbewerb
Seit der Regionalisierung des SPNV gehört neben der Planung und Ausgestaltung des Verkehrsangebots die Bestellung der jeweiligen Linien zur Aufgabe der neun nordrhein-westfälischen Zweckverbände. In NRW bestehen derzeit flächendeckend mit allen Eisenbahnverkehrsunternehmen Verkehrsverträge mit unterschiedlichen Laufzeiten. Neun Eisenbahnverkehrsunternehmen teilen sich den Betrieb auf den Nahverkehrsstrecken in NRW.

## Fahrplanangebot

### Nahverkehrsprodukte
NRW verfügt über drei zeitlich und räumlich aufeinander abgestimmte Zuggattungen für den SPNV
- Regional-Express (RE) mit 26 Linien (33 %)
- Regionalbahn (RB) mit 57 Linien (41 %)
- S-Bahn mit 13 Linien (26 %)

### ITF 1
1998 erfolgte mit der Einführung des ITF 1 für den SPNV in NRW einer der größten Fahrplanwechsel, die je in Deutschland durchgeführt wurden. Neben Verbesserungen im SPNV-Angebot war vor allem das veränderte Angebot im Fernverkehr durch Inbetriebnahme der Neubaustrecke Hannover–Berlin zu berücksichtigen. Das Leistungsangebot wurde durch die Vertaktung des Fahrplans, eine Verdichtung des Angebots und die Verlängerung der Betriebszeiten um insgesamt 9 % ausgeweitet, einen Zuwachs von 7 Mio. Zugkilometern gegenüber dem Jahr 1997. Dadurch konnten Reiseverkürzungen von über 5 % im SPNV erreicht werden.
| Linie | Linienname                | Linienweg |
| ----- | ------------------------- | --- |
| RE 1  | NRW-Express               | Aachen – Düren – Köln – Düsseldorf – Duisburg – Essen – Bochum – Dortmund – Hamm – Bielefeld                                        |
| RE 2  | Haard-Express             | Essen – Gelsenkirchen – Wanne-Eickel – Recklinghausen – Haltern – Münster                                                           |
| RE 3  | Rhein-Emscher-Express     | (Köln als RB 21 –) Mönchengladbach – Krefeld – Oberhausen – Gelsenkirchen – Wanne-Eickel – Herne – Castrop-Rauxel – Dortmund – Hamm |
| RE 4  | Wupper-Express            | Aachen – Mönchengladbach – Düsseldorf – Wuppertal – Hagen – Schwerte – Unna – Hamm                                                  |
| RE 5  | Rhein-Express             | Emmerich – Oberhausen – Duisburg – Düsseldorf – Köln – Bonn – Koblenz                                                               |
| RE 6  | Rhein-Wupper-Express      | Wuppertal-Oberbarmen – Wuppertal – Solingen-Ohligs – Köln – Bonn – Koblenz                                                          |
| RE 7  | Rhein-Münsterland-Express | Münster – Hamm – Unna – Schwerte – Hagen – Wuppertal – Solingen-Ohligs – Köln – Düren                                               |
| RE 8  | Rhein-Holland-Express     | Venlo – Mönchengladbach – Köln – Troisdorf – Bonn-Beuel – Koblenz                                                                   |
| RE 9  | Rhein-Sieg-Express        | Krefeld – Neuss – Köln – Troisdorf – Au (Sieg) – Betzdorf – Siegen – Dillenburg – Wetzlar – Gießen                                  |
| RE 10 | Niers-Express             | Kleve – Geldern – Krefeld – Düsseldorf                                                                                              |
| RE 11 | Westfalen-Express         | Düsseldorf – Duisburg – Essen – Bochum – Dortmund – Hamm (– Bielefeld)                                                              |
| RE 14 | Der Borkener              | Essen – Bottrop – Gladbeck West – Dorsten – Borken                                                                                  |
| RE 17 | Sauerland-Express         | Hagen – Schwerte – Fröndenberg – Arnsberg – Bestwig – Brilon Wald – Meschede – Warburg – Kassel                                     |
| RE 18 | Rhein-Erft-Express        | Mönchengladbach – Köln – Troisdorf – Bonn-Beuel – Koblenz                                                                           |
| RE 19 | Hellweg-Express           | Dortmund – Unna – Soest – Paderborn – Altenbeken – Warburg                                                                          |
| RE 20 | Eifel-Saar-Express        | Köln – Euskirchen – Kall – Gerolstein – Trier – Saarbrücken                                                                         |
| RB 21 | Grenzland-Bahn            | Köln – Düren – Aachen – Mönchengladbach (– Hamm als RE 3)                                                                           |
| RE 22 | Eifel-Express             | Köln – Euskirchen – Kall – Gerolstein                                                                                               |
| RB 23 | Voreifel-Bahn             | Bonn – Euskirchen – Bad Münstereifel                                                                                                |
| RB 24 | Eifel-Bahn                | Köln – Euskirchen – Kall – Gerolstein                                                                                               |
| RB 25 | Oberbergische Bahn        | Köln – Overath – Gummersbach |
| RB 26 | Rurtal-Bahn               | Düren – Jülich |
| RB 27 | Rurtal-Bahn               | Düren – Heimbach |
| RB 28 | Euregio-Bahn              | Aachen – Heerlen |
| RB 30 | Der Klever                | Krefeld – Kerken – Geldern – Kleve                                                                                                  |
| RB 31 | Der Niederrheiner         | Duisburg – Moers – Xanten |
| RB 32 | Der Bocholter             | Wesel – Bocholt |
| RB 33 | Rhein-Niers-Bahn          | Mönchengladbach – Krefeld – Duisburg – Wesel                                                                                        |
| RB 34 | Der Neandertaler          | Düsseldorf – Mettmann |
| RB 35 | Der Weseler               | Duisburg – Wesel |
| RB 36 | Der Ruhrorter             | Duisburg-Ruhrort – Oberhausen |
| RB 37 | Der Wedauer               | Duisburg – Duisburg-Entenfang |
| RB 38 | Erft-Bahn                 | (Köln –) Horrem – Bedburg – Grevenbroich – Neuss (– Düsseldorf)                                                                     |
| RB 39 | Schwalm-Nette-Bahn        | Mönchengladbach – Dalheim |
| RB 40 | Ruhr-Lenne-Bahn           | Essen – Bochum – Witten – Hagen – Iserlohn                                                                                          |
| RB 42 | Haard-Bahn                | Essen – Gelsenkirchen – Wanne-Eickel – Recklinghausen – Haltern – Münster                                                           |
| RB 43 | Emschertal-Bahn           | Dortmund – Castrop-Rauxel Süd – Herne – Wanne-Eickel – Gladbeck Ost – Dorsten                                                       |
| RB 44 | Der Dorstener             | Oberhausen – Bottrop – Gladbeck West – Dorsten                                                                                      |
| RB 45 | Der Coesfelder            | Coesfeld – Dorsten |
| RB 46 | Nokia-Bahn                | Bochum – Wanne-Eickel – Gelsenkirchen                                                                                               |
| RB 47 | Der Müngstener            | Wuppertal – Remscheid – Solingen |
| RB 49 | Niederbergische Bahn      | Wuppertal – Velbert-Langenberg – Essen                                                                                              |
| RB 50 | Der Lünener               | Dortmund – Lünen – Münster |
| RB 51 | Westmünsterland-Bahn      | Dortmund – Lünen – Coesfeld – Gronau                                                                                                |
| RB 52 | Volmetal-Bahn             | Dortmund – Hagen – Lüdenscheid |
| RB 53 | Ardey-Bahn                | Dortmund – Schwerte – Iserlohn |
| RB 54 | Hönnetal-Bahn             | Unna – Fröndenberg – Menden – Neuenrade                                                                                             |
| RB 55 | Der Winterberger          | Bestwig – Winterberg |
| RB 56 | Upland-Bahn               | Brilon Wald – Willingen – Korbach                                                                                                   |
| RE 57 | Ruhrtal-Express           | Schwerte – Fröndenberg – Arnsberg – Bestwig – Brilon Wald – Meschede                                                                |
| RB 59 | Hellweg-Bahn              | Dortmund – Unna – Soest – Paderborn                                                                                                 |
| RE 60 | Ems-Leine-Express         | Bad Bentheim – Rheine – Osnabrück – Minden – Hannover                                                                               |
| RB 61 | Wiehengebirgsbahn         | Bad Bentheim – Rheine – Osnabrück – Herford – Bielefeld                                                                             |
| RB 62 | Der Cherusker             | Rheine – Osnabrück – Herford – Lage – Detmold – Altenbeken – Paderborn                                                              |
| RB 63 | Baumberge-Bahn            | Münster – Coesfeld |
| RB 64 | Euregio-Bahn (Westfalen)  | Münster – Gronau |
| RE 65 | Emsland-Express           | Münster – Rheine – Lingen – Meppen – Leer – Emden                                                                                   |
| RB 66 | Teuto-Bahn                | Münster – Osnabrück |
| RB 67 | Der Warendorfer           | Münster – Warendorf – Bielefeld |
| RB 69 | Ems-Lippe-Bahn            | Rheine – Münster – Hamm – Soest – Paderborn                                                                                         |
| RE 70 | Weser-Leine-Express       | Bielefeld – Herford – Minden – Hannover                                                                                             |
| RB 71 | Ravensberger Bahn         | Bielefeld – Herford – Bünde – Rahden                                                                                                |
| RB 72 | Ostwestfalen-Bahn         | Bielefeld – Herford – Lage – Detmold – Altenbeken – Paderborn                                                                       |
| RB 73 | Lipperländer              | Bielefeld – Lage – Lemgo |
| RB 74 | Senne-Bahn                | Bielefeld – Sennestadt – Paderborn                                                                                                  |
| RB 75 | Haller Wilhelm            | Bielefeld – Halle – Dissen-Bad Rothenfelde                                                                                          |
| RE 76 | Weser-Aller-Express       | Bielefeld – Herford – Minden – Nienburg – Verden (Aller) – Rotenburg (Wümme)                                                        |
| RB 77 | Weser-Bahn                | Herford – Vlotho – Hameln – Hildesheim                                                                                              |
| RE 82 | Der Leineweber            | Bielefeld – Lage – Detmold – Altenbeken                                                                                             |
| SE 83 | Weserbergland-Bahn        | Paderborn – Bad Pyrmont – Hameln – Hannover                                                                                         |
| RB 84 | Egge-Bahn                 | Paderborn – Altenbeken – Ottbergen – Holzminden – Kreiensen                                                                         |
| RB 85 | Oberweser-Bahn            | Ottbergen – Bodenfelde – Göttingen                                                                                                  |
| RB 86 | Solling-Bahn              | Ottbergen – Bodenfelde – Northeim                                                                                                   |
| RB 91 | Ruhr-Sieg-Bahn            | Hagen – Altena – Werdohl – Finnentrop – Altenhundem – Kreuztal – Siegen – Betzdorf – Au (Sieg)                                      |
| RB 92 | Biggesee-Express          | Finnentrop – Olpe |
| RB 93 | Rothaar-Bahn              | Siegen – Kreuztal – Erndtebrück – Bad Berleburg                                                                                     |
| RB 94 | Obere Lahntal-Bahn        | Erndtebrück – Laasphe |
| RB 95 | Sieg-Dill-Bahn            | Siegen – Haiger – Dillenburg |
| RB 96 | Hellertal-Bahn            | Betzdorf – Haiger – Dillenburg |
| RB 98 | Westerwälder Bahn         | Au (Sieg) – Altenkirchen – Limburg                                                                                                  |
| S 1   |                           | Dortmund – Bochum – Essen – Duisburg (– Düsseldorf Flughafen –) Düsseldorf                                                          |
| S 2   |                           | Dortmund – Castrop-Rauxel – Herne {– Recklinghausen} / {– Wanne-Eickel – Gelsenkirchen [– Essen] / [– Oberhausen – Duisburg]}       |
| S 3   |                           | Hattingen – Essen – Oberhausen |
| S 4   |                           | Dortmund-Lütgendortmund – Dortmund-Stadthaus – Unna                                                                                 |
| S 5   |                           | Dortmund – Witten – Hagen |
| S 6   |                           | Köln – Langenfeld – Düsseldorf – Ratingen – Essen                                                                                   |
| S 7   |                           | Düsseldorf-Flughafen – Düsseldorf – Hilden – Solingen-Ohligs                                                                        |
| S 8   |                           | Hagen – Gevelsberg – Wuppertal – Erkrath – Düsseldorf – Neuss – Mönchengladbach                                                     |
| S 9   |                           | Essen – Bottrop – Gladbeck West – Marl – Haltern                                                                                    |
| S 11  |                           | Bergisch Gladbach – Köln – Neuss – Düsseldorf (– Wuppertal-Vohwinkel)                                                               |
| S 12  |                           | Köln – Troisdorf – Hennef – Au (Sieg)                                                                                               |

### ITF 1 plus
1999 mussten Angebotslücken wegen wegfallender Fernverkehrsleistungen im Interregio-Netz beseitigt werden. Gleichzeitig wurde der ITF 1 an verschiedenen Stellen modifiziert. Das Angebot wurde um weitere 3 Mio. Zugkilometer bzw. 4 % erweitert.

### ITF 2
2002 folgte durch die Inbetriebnahme der Neubaustrecke Köln-Frankfurt eine grundlegende Änderung des Fahrplangefüges in NRW. Der hochwertige RE-Verkehr musste auf einigen Strecken beschleunigt werden, um konfliktfrei mit dem Fernverkehr verkehren zu können. Gleichzeitig wurde das Angebot durch zusätzliche RB-Linien ergänzt. Insgesamt erfuhr der SPNV eine Erweiterung um 11 Mio. Zugkilometer.

### Aktuelles Angebot (ab 2005)
Momentan legen die Nahverkehrszüge in NRW über 101 Mio. Kilometer pro Jahr zurück. Dabei wird eine Steigerung der Zugkilometer neben dem Bau neuer Strecken auch durch den effizienten Einsatz der Fahrzeuge im Rahmen des NRW-Takts erreicht. Die Ausweitung der Betriebszeiten am Abend und am Wochenende sowie die Verdichtung des Fahrplans sorgen für mehr Verbindungen und dadurch insgesamt ein verbessertes Angebot.
Bei einer Steigerung des Angebots von 1999 bis 2004 um 15 % konnte die Nachfrage auf 30 % gesteigert werden. Im gleichen Zeitraum konnte die Auslastung der Züge in NRW von 64,7 Pkm je Zkm auf 70,3 Pkm je Zkm verbessert werden.
- Seit dem 3. April 2005 verkehrt die RB 69 Westfalen-Bahn (heute: Ems-Börde-Bahn) wieder durchgängig von Münster nach Bielefeld über Hamm.
- Am 12. Juni 2005 wurde der niedersächsische Abschnitt des RB 75 Haller Willem zwischen Dissen-Bad Rothenfelde und Osnabrück nach 21 Jahren wieder eröffnet.
- Ende 2019 wurde der Rhein-Haard-Express bis Osnabrück verlängert.
- Gleichzeitig wurde der Takt im Bereich S-Bahn Rhein-Ruhr verändert.

## Infrastruktur und Qualität
Die Qualität eines öffentlichen Nahverkehrsangebotes wird in hohem Maße durch den Einsatz von modernen und komfortablen Fahrzeugen bestimmt. Qualität und Sicherheit beginnen aber bereits an den Zugangsstellen, den Bahnhöfen und Haltepunkten. Zusammen mit den Eisenbahnverkehrsunternehmen wird der von den Fahrgästen gewünschte Standard mit Unterstützung des Landes an immer mehr Stellen hergestellt. Neben den in den Verkehrsverträgen bereits festgelegten Qualitätsstandards führen die Verkehrsunternehmen von sich aus Verbesserungen zur Steigerung der Qualität durch.
Verbesserungen können in erster Linie erzielt werden durch
- Pünktlichkeit,
- Fahrgastinformation und Auskunftsqualität,
- Servicequalität,
- Sauberkeit,
- komfortable Reisebedingungen,
- intakte Fahrzeug- und Haltestelleneinrichtungen,
- sichere Beförderung.

Einen besonderen Service stellt die landesweit einheitliche Auskunftsnummer dar (Die Schlaue Nummer: 0 180 3/50 40 30).

### Fahrzeuge
Moderne Fahrzeuge sorgen in NRW für mehr Qualität. Auf verschiedenen Strecken fahren RE- und RB-Züge bis zu 160 km/h schnell und sind damit eine attraktive Alternative zum Pkw. In Sachen Komfort gehören Klimaanlagen inzwischen zum Standard bei neuen Fahrzeugen.
Folgende Fahrzeuge werden im SPNV in NRW überwiegend eingesetzt: 
- Doppelstock-Wendezüge mit Elektro-Loks der Baureihe 146
- Doppelstock-Elektro-Triebzüge der Baureihe 462
- Elektro-Triebzüge der Baureihen 425/435 und 426
- Elektro-Triebzüge der Baureihe 423/433
- Elektro-Triebzüge der Baureihe 422/432
- Elektro-Triebzüge Typ Stadler FLIRT
- Diesel-Triebzüge der Baureihe 628/928
- Diesel-Triebzüge Typ Bombardier Talent (Baureihen 643/644)
- Diesel-Triebzüge Typ Alstom Coradia LINT 41 (Baureihe 648) und Alstom Coradia LINT 27 (Baureihe 640)